# Indukern Chemie
Die Indukern Chemie AG mit Sitz in Schlieren ist ein international tätiges Schweizer Rohstoffhandelsunternehmen. Indukern Chemie ist auf den Handel, Import und Export von industriellen chemischen Rohstoffen, insbesondere von pharmazeutischen Stoffen sowie Nahrungsmittel- und Futtermittelzusätzen, spezialisiert.
Das 1985 in Schlieren gegründete Unternehmen hat seine Wurzeln in der 1962 in Barcelona gegründeten Indukern-Gruppe. Innerhalb dieser, heute aus mehr als 20 unabhängigen Unternehmen bestehenden Gruppe, führt die Indukern Chemie AG das internationale Handelsgeschäft aus.
Die Rohstoffe werden zu 70 Prozent in China, 20 Prozent in Indien und 10 Prozent in Europa eingekauft. Via Hamburger Hafen, wo Indukern Chemie ein eigenes Lager- und Verteilzentrum betreibt, werden die Produkte vom Hauptsitz in Schlieren aus in mehr als 40 Ländern vertrieben. Rund 95 Prozent der Umsatzerlöse stammen aus dem Export in west- und osteuropäische Länder. Indukern Chemie beschäftigt an seinem Hauptsitz in Schlieren rund 20 Mitarbeiter sowie weitere sechs in Hamburg. Laut Angaben der Handelszeitung erwirtschaftete Indukern Chemie 2003 einen Umsatz von 200 Millionen Schweizer Franken.